# 无柱兰属
无柱兰属（学名：Amitostigma），又名雛蘭屬，是兰科下的一个属，为陆生兰。该属共有23种，主要分布于东亚及其邻近地区。
现并入小红门兰属 （Ponerorchis Rchb.f., 1852)。